# 甲基

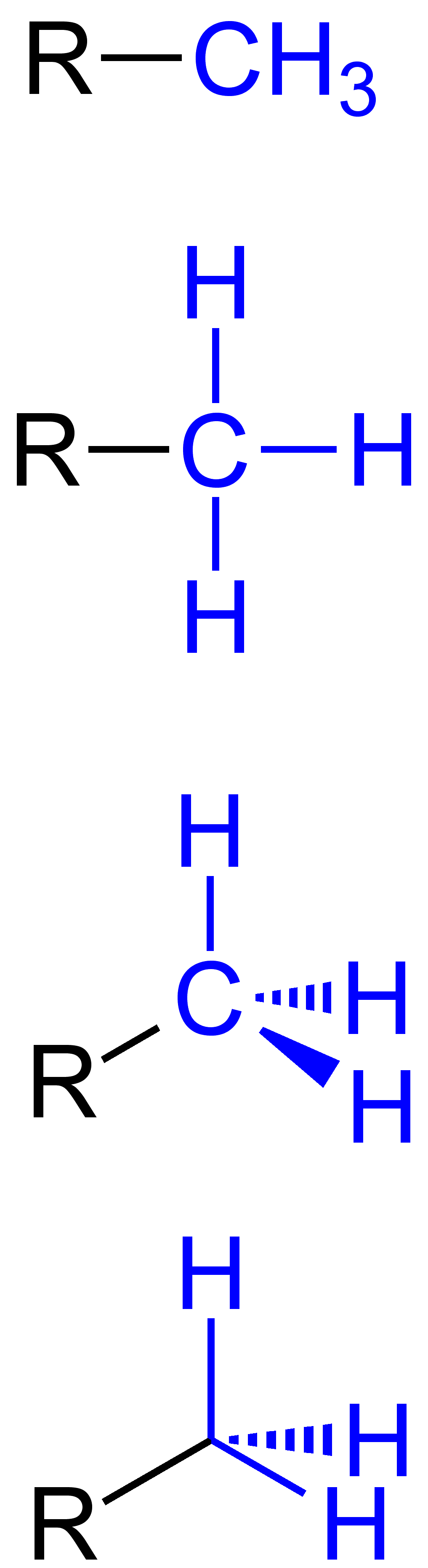
甲基的几种表示方式(蓝色显示的部分为甲基)

甲基（英語：Methyl group），为化學名词，指一种和甲烷對應的疏水性烷基官能團，化學式為-CH3，常簡寫做-Me。甲基常見於許多的有機化合物中，多半是相當穩定的官能團。甲基多半是較大化學分子中的一部份，不過偶爾也會以以下三種形式出現：陰離子、陽離子及自由基。其陽離子有六個價電子，陰離子有八個價電子，這三種形式都非常不穩定，很容易和其他化學物質反應。